# Bootleg dei Nirvana
Dei Nirvana sono stati editi numerosi bootleg contenenti registrazioni sia dal vivo che in studio non autorizzate dal gruppo.
Le principali raccolte sono:
- il cofanetto A Season in Hell composto da 3 CD e 66 brani edita dall'italiana Banzai con brani registrati live.

- il cofanetto Into the Black composto da 6 CD e 116 brani edita da Tribute con brani live e brani demo.

- la serie Outcesticide, pubblicata dalle case discografiche Blue Moon Records, Kobra Records e Darkside records; il nome Outcesticide deriva dal nome dell'album ufficiale Incesticide.

Blue Moon Records:
- Outcesticide: In Memory of Kurt Cobain
- Outcesticide II: The Needle & the Damage Done
- Outcesticide III: The Final Solution
- Outcesticide IV: Rape of the Vaults
- Outcesticide V: Disintegration

Darkside Records:
- Outcesticide VI: A Mess of Blues

Kobra Records:
- Outcesticide Vol. 1
- Outcesticide Vol. 2
- Outcesticide Vol. 3
- Outcesticide Vol. 4
- Outcesticide Vol. 5
- Outcesticide Vol. 6
- Outcesticide Vol. 7
- Outcesticide Vol. 8